# Azazel (cómic)
Azazel es un supervillano ficticio que aparece en los cómics estadounidenses publicados por Marvel Comics. Creado por Chuck Austen y Sean Philips, el personaje apareció por primera vez en Uncanny X-Men #428 (agosto de 2003). El pertenece a la subespecie de humanos llamados mutantes, que nacen con habilidades sobrehumanas, y a la especie de seres mágicos humanoides llamados demonios, que nacen con poderes sobrenaturales. Es el padre de Kiwi Black y Nightcrawler de los X-Men.
Jason Flemyng interpretó al personaje en la película X-Men: primera generación (2011) y por Eduardo Gago Munoz en la película del Universo Cinematográfico de Marvel, Deadpool & Wolverine  (2024).

## Historial de publicaciones
Su primera aparición fue en Uncanny X-Men # 428 (2004) durante la historia de "The Draco", escrita por Chuck Austen. El nombre del personaje proviene de Azazel, un ángel del Libro de Enoc mencionado primero en el capítulo 8 versículo 1. Su historia original se presentó en The Uncanny X-Men # 233 (2004).

## Biografía
Se dice que Azazel es uno de los mutantes más antiguos, perteneciente a un antiguo grupo de mutantes de aspecto demoníaco llamado Neyaphem. Afirma que una vez rivalizó con Mephisto por el título de "Satanás". Finalmente, los Neyaphem fueron desterrados a la Dimensión Brimstone por otro grupo de mutantes de aspecto angelical conocidos como los Cheyarafim. Azazel se ve que está convencido de que Warren Worthington III era uno de los miembros del grupo. Se sabe que Azazel hace tratos demoníacos con humanos, incluida la familia de Monet St. Croix.

### Edad Moderna
El líder de Neyaphem, Azazel, es el único que puede atravesar el vacío dimensional y regresar a la Tierra por breves períodos de tiempo debido a sus poderes de teletransportación. Su única esperanza de regresar a la Tierra de forma permanente es embarazar mujeres, ya que sus hijos están vinculados a su dimensión y puede usarlos para crear una puerta de entrada estable entre dimensiones. Azazel comienza a aparearse con mujeres que tienen apariencias extrañas, al menos con apariencia y habilidades que otras mujeres no tenían. El conoció a Mystique en Alemania; cuando ella está casada con un rico señor del castillo llamado Barón Christian Wagner. Como Christian no puede dar a luz a sus hijos, Mystique conoce a Azazel, a quien Christian conocía como socio comercial. Mystique había estado tomando amantes en secreto para engendrar un heredero del Conde Wagner. Mystique se enamora de Azazel y queda embarazada de Nightcrawler. Si bien al principio duda en traicionar a Christian debido a su matrimonio, mata a Christian después de que él sospecha de su traición. Mystique se va a buscar a Azazel, que no se encuentra por ningún lado. Más tarde se muestra que Azazel se estaba ocupando de los negocios relacionados con los Cheyarafim y tuvo que irse, sabiendo que Mystique encontraría alguna manera de vivir. Sin embargo, no tiene mucho tiempo para formular un plan, ya que los enojados aldeanos pronto se enteran del asesinato de Christian y van tras ella y el bebé de aspecto demoníaco. Para salvar su propia vida, cambia de forma a uno de los aldeanos y deja caer a Nightcrawler por el acantilado, diciendo que ella también se había empujado. Con su propia vida salvada, ella huye. Mystique es la única mujer con la que Azazel buscaba tener relaciones además de la simple procreación. Más tarde, pensando que Mystique está muerta, Azazel engendra varias docenas de hijos más.

### Apertura de Dimensión de Azufre
Los otros hijos de Azazel son llamados misteriosamente a reunirse y sacrificarse en la isla conocida como Isla Des Demonas para abrir un portal y traer su ejército a la Tierra, con el objetivo de destruir tanto a los Cheyarafim como a los que Azazel llama "mutantes normales", que son mutantes cuyos cuerpos no muestran signos de su mutación y que no son vistos como monstruos o demonios. Además de Nightcrawler, otro hijo de Azazel es el Genoshan llamado Abyss. Todos los hijos de Azazel se unen en un estado zombi y abren un portal a su dimensión. Un grupo de X-Men siguió a Kurt para ver a dónde se dirigía y saltar al portal una vez que se abrió. Una vez dentro, Azazel disfruta mucho jugando con el equipo, haciéndoles creer que él es en realidad Satán. Al final, Los X-Men derrotan a Azazel y su ejército y lo destierran a un olvido desconocido. Los X-Men, incluido Nightcrawler, logran escapar, junto con otros dos hijos de Azazel: Abyss y Kiwi Black.

### Regreso
El paradero de Azazel se desconoce durante varios años, pero resurge en esta dimensión, acompañado por algunos Bamfs parecidos a Azazel, revelándose como el maestro de Calcabrina, antiguo aliado del Monstruo de Frankenstein y excluido de todos los reinos del Infierno.

### Arma X-Force
Enfrentado a una Mystique que ha cambiado de forma, un disfraz que él ve fácilmente, se le pide a Azazel que se una a Mystique en el reino del infierno para luchar contra el recién resucitado William Stryker, que se ha vuelto demoníaco. Weapon X-Force está muy cerca, y Sabertooth se agita por la falta de progresión hacia el objetivo de la misión, y finalmente el equipo se revela para atacar a Azazel, con el plan de obligarlo a teletransportarlos al reino del Infierno donde ahora está Stryker. Azazel rápidamente domina al equipo y cumple con la solicitud debido a los vínculos que Mystique tiene tanto con él como con Sabretooth, ya que ella es la madre de los hijos de ambos hombres (Azazel es el padre de su hijo Nightcrawler, y Sabretooth es el padre de su hijo Graydon Creed). Para enviarlos al infierno, Azazel mata al Arma X-Force, ya que todos son pecadores  y están designados para la condenación eterna de todos modos. Debido a que todos los miembros del Arma X-Force poseen poderes de autocuración regenerativa, Azazel puede mantener a todo el equipo en animación suspendida con el uso de sus habilidades de teletransportación. Congeladas en el tiempo, las almas del equipo pueden ser transportadas al infierno para completar la misión y luego Azazel puede descongelarlas para devolverlas a sus cuerpos individuales una vez que revivan debido a sus factores de curación individuales.

### House of X
Azazel finalmente es bienvenido a la nueva isla mutante de Krakoa, creada por Xavier, Magneto y Moira X. Entra a través de la puerta de teletransportación junto con otros mutantes villanos y rebeldes, quienes están invitados a unirse a la nación para sanar el mundo mutante y comenzar de nuevo, como una especie entera en conjunto.

## Poderes y Habilidades
Azazel es un mutante inmortal. Es capaz de transportarse a sí mismo y a otros a través de grandes distancias. Es capaz de proyectar rayos de energía paralizante, manipular la mente de los demás y cambiar su apariencia. Azazel también puede lanzar hechizos mágicos.

### Debilidades
Azazel solo podía pasar un tiempo limitado en la Tierra sin la ayuda de sus hijos, pero actualmente debido a la interferencia de Nightcrawler, él está atado a la Tierra. Él y todos los demás neyaphem se ven afectados negativamente por la sangre curativa de los cheyarafim que hace que su cuerpo comience a romperse. Él tiene conocimiento de una manera de revertir la maldición.

## Recepción

### Recepción de la crítica
Andre Young de WhatCulture clasificó a Azazel en el décimo lugar en su lista de los "10 villanos más malvados de X-Men". CBR.com clasificó a Azazel en el séptimo lugar en su lista de los "10 villanos de cómics más poderosos con orígenes demoníacos", noveno en su lista "X-Men: Los 5 miembros más mortíferos del Hellfire Club (y los 5 más débiles)", y 29 en su lista "Age Of Apocalypse: Los 30 personajes más fuertes en el mundo alternativo más genial de Marvel".

## Otras versiones

### Era de Apocalipsis
En la realidad de Era de Apocalipsis, Azazel aparece por primera vez como miembro del Clan Akkaba. Arma Omega nombró a Azazel su Ministro de la Muerte y lo convirtió en su mano derecha.

### Marvel Zombies
En el mosaico planeta conocido como Battleworld que debutó en Secret Wars, se muestra que existe una versión zombi de Azazel en Deadlands, un dominio de Battleworld fuera de la jurisdicción de Dios Emperador Doom que representa los remanentes de la Tierra-2149 y lleva el nombre de Red Terror.

## Apariciones en otros ámbitos
- En la película X-Men: primera generación, el actor Jason Flemyng es el encargado de interpretar a Azazel.[34] En la película, Azazel es miembro del Club Fuego Infernal y como asistente de Sebastian Shaw, junto a Emma Frost y Riptide. Exhibe increíbles capacidades de teletransportación, similar a la que muestra Nightcrawler en la película X-Men 2, pero que se extiende a una distancia mucho mayor, y habilidades de combate cuerpo a cuerpo, asistido por una espada corta y una cola afilada en la que empala sus víctimas. Él también es de origen ruso, hablando en un acento ruso y, a veces, usando frases rusas, tales como "nyet" y "camarada". Al final, como Shaw ha muerto, se une a la Hermandad de Mutantes de Magneto.
  - En X-Men: días del futuro pasado, se revela que Azazel es uno de los mutantes experimentados y asesinados por Bolivar Trask. En el marketing viral se menciona que él y Ángel Salvadore fueron asesinados por los miembros del Proyecto Wideawake,[35][36][37] cuando Mystique mira una libreta conteniendo los reportes de autopsia así como fotos de los cadáveres de mutantes muertos a base de experimentos. Además, según el guionista Simon Kinberg, Azazel era el padre de Mystique.[38]
- Una variante de la línea temporal alternativa de Azazel, basada en su aparición en X-Men: primera generación, aparece en la película del Universo Cinematográfico de Marvel Deadpool & Wolverine (2024), interpretado por un Eduardo Gago Munoz no acreditado.[39]El es uno de los súbditos de Cassandra Nova.